# Тереза Кристина од Две Сицилије
Тереза Кристина са Две Сицилије (порт. Teresa Cristina das Duas Sicílias; Напуљ, 14. март 1822 — Порто, 28. децембар 1889), са надимком „Мајка Бразилаца“ (порт. Mãe dos Brasileiros), била је царица Бразила као супруга цара Дома Педро II од њиховог брака 30. маја 1843. до 15. новембра 1889. године, када је монархија укинута. Рођена као принцеза Краљевине Две Сицилије у данашњој јужној Италији, Тереза Кристина је била ћерка краља Дона Францесцо Ја (Францис И) италијанског огранка куће Бурбона и његове супруге Марије Изабел (Мариа Исабелла).
Тереза Кристина  је била удата по пуномоћју за Педра II 1843. године. Очекивања њеног супружника била су повећана када је представљен портрет који приказује Терезу Кристину као идеализовану лепотицу, али он је био незадовољан појавом своје невесте на њиховом првом сусрету касније те године. Упркос хладном почетку са стране Педра, однос пара се побољшавао како је време пролазило, првенствено захваљујући стрпљењу, љубазности и великодушности Терезе Кристине. Ове особине су јој такође помогле да освоји срца бразилског народа, а њена дистанца од политичких контроверзи заштитила ју је од критика. Такође је спонзорисала археолошке студије у Италији и италијанску имиграцију у Бразил.
Брак између Тереза Кристина и Педра Никада нисам постао страствено романтичан, иако се развила веза заснована на породици, међусобном поштовању и наклоности. Царица је била послушна супруга и непогрешиво је подржавала цареве ставове и никада се није мешала у своје ставове у јавности. Она је ћутала на тему његових сумњивих ванбрачних веза — укључујући везу са гувернантом њених ћерки. Заузврат, према њој се поступало са непогрешивим поштовањем и њен положај на двору и код куће је увек био сигуран. Од четворо деце царског пара, два дечака су умрла у детињству, а ћерка је умрла од тифусне грознице у доби од 24 године.
Царска породица је послата у изгнанство након државног удара који је извела клика војних официра 1889. Избацивање са своје вољене усвојене земље имало је разарајући ефекат на дух и здравље Тереза Кристина. Ожалошћена и болесна, умрла је од респираторне инсуфицијенције што је довело до застоја срца месец дана након распада монархије. Њени поданици су је веома волели, како за живота, тако и после. Поштовали су је чак и републиканци који су срушили Царство. Упркос томе што није имала директан утицај на бразилску политичку историју, Терезу Кристину историчари добро цене не само због њеног карактера и беспрекорног понашања, већ и због њеног спонзорисања бразилске културе. Тренутно, потомци царице су кућа Орлеанс и Браганса, потомак ћерке Терезе Изабел, царске принцезе Бразила.